# Heliocarpus pallidus
Heliocarpus pallidus là một loài thực vật có hoa trong họ Cẩm quỳ. Loài này được Rose mô tả khoa học đầu tiên năm 1897.